# سارا ناثان
سارا ناثان (بالإنجليزية: Sara Nathan)‏ هي صحفية بريطانية، ولدت في 3 سبتمبر 1977 في إنجلترا في المملكة المتحدة.

## وصلات خارجية
- سارا ناثان على موقع IMDb (الإنجليزية)